# Tray Buchanan
Tray Buchanan (Rock Island, 2 novembre 1998) è un cestista statunitense.